# Yoshihide Muroya
Yoshihide „Yoshi“ Muroya (jap. 室屋 義秀, Muroya Yoshihide; * 27. Januar 1973 in Fukushima, Japan) ist ein japanischer Kunstflugpilot und Gewinner der Red Bull Air Race Weltmeisterschaft 2017.

## Karriere

### Anfänge
Muroya startete 1991 im Alter von 18 ein Segelflugtraining in einem universitären Segelverein als günstige Art zu fliegen. Vier Jahre später wurde er bereits Dritter bei den japanischen Segelflugmeisterschaften. Er ging von sich aus in die USA, um seine Pilotenlizenz mit 20 Jahren zu erlangen. Unter der Anleitung von Kunstflugausbilder Randy Gagne begann er 1996 mit dem Kunstfliegen. Ein Jahr später nahm er an der fortgeschrittenen Kunstflug-Weltmeisterschaft teil. Mit einer Extra 300L und einer North American T6 Texan flog er 1998 zum ersten Mal auf japanischen Flugshows.

### Wettbewerbskunstflug
2002 begann Muroya dann, eine Suchoi Su-26 zu fliegen und nahm ein Jahr später an der unlimitierten Kunstflug-Weltmeisterschaft teil. Seit 2006 fliegt er in ferneren Regionen Flugshows, so zum Beispiel in den Vereinigten Arabischen Emiraten, in Australien, Neuseeland, Südafrika oder in Spanien. Bereits in mehr als 200 Flughshows ist der Japaner mitgeflogen.

## Erfolge

### Red Bull Air Race Weltmeisterschaft

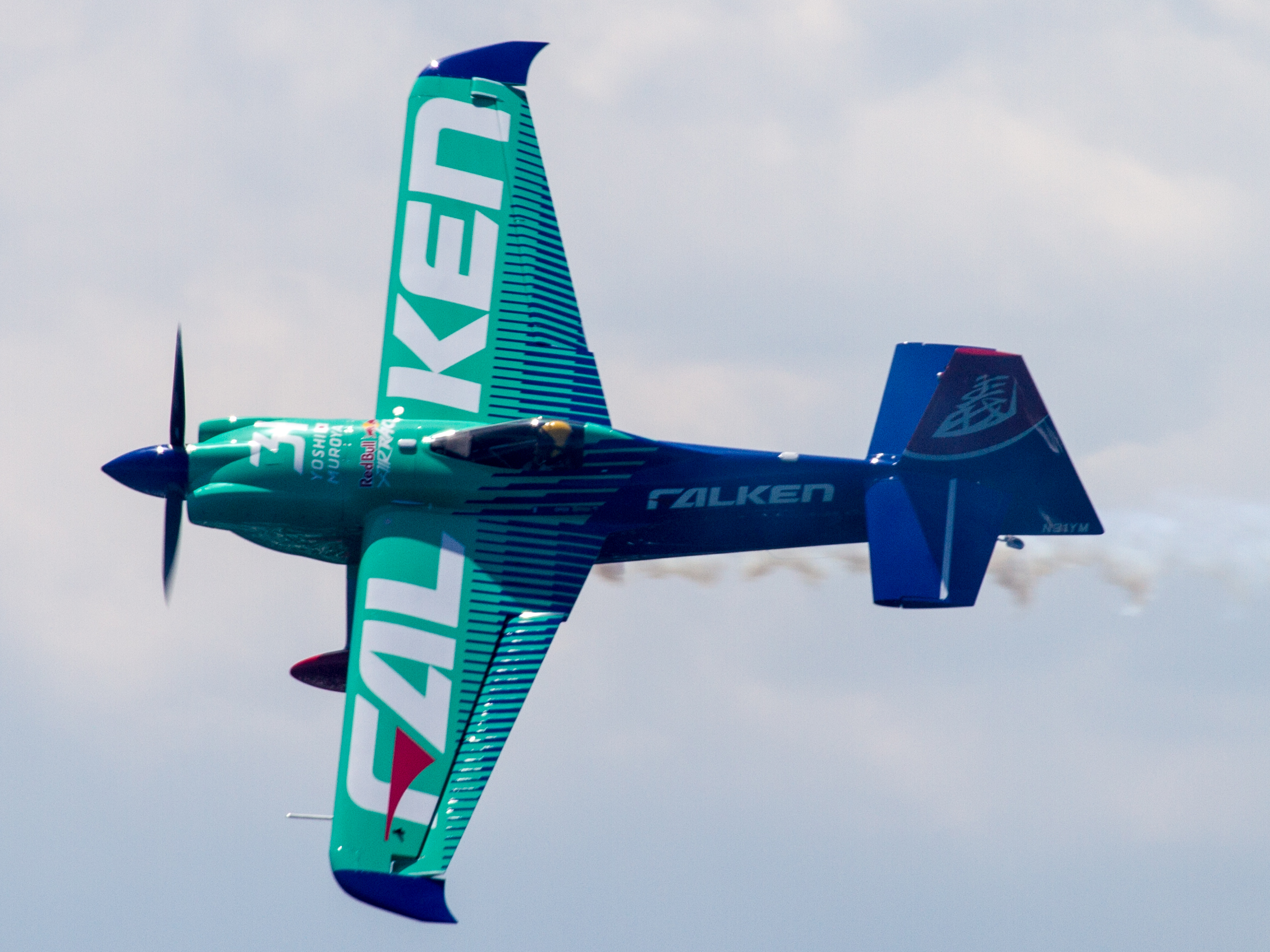
Zivko Edge 540 V3 von Yoshihide Muroya beim Red Bull Air Race 2017 in Chiba

Yoshihide "Yoshi" Muroya, der erste asiatische Pilot im Red Bull Air Race, hat einen großen Teil dazu beigetragen, die Popularität des Red Bull Air Race in Ostasien zu steigern – besonders in seinem Heimatland Japan, wo er der beste Kunstflugpilot des Landes ist. Sein Dritter Rang beim Rennen im kroatischen Rovinj in der Saison 2014 sorgte für große Begeisterung unter seinen vielen Fans.
Seinen ersten Titel bei dem Red Bull Air Race in der Saison 2017 sicherte sich Muroya durch Siege in den beiden letzten Rennen am Lausitzring und in Indianapolis. Insgesamt trennten die ersten vier Piloten (Martin Šonka, Yoshihide Muroya, Pete McLeod und Kirby Chambliss) der Rangliste vor dem letzten Rennen in Indianapolis nur 11 Punkte. Für einen Sieg gibt es 15 und für einen 2. Platz immer noch 12 Punkte.
| 2009                                              | 13. | 11. | DNS | 12. | 10.   | 6.  |     |     | 9     | 0 | 14. |
| 2010                                              | 10. | 9.  | 12. | DNS | DNS   | 12. | CAN | CAN | 5     | 0 | 12. |
| Die Serie wurde zwischen 2011 und 2013 ausgesetzt |     |     |     |     |       |     |     |     |       |   |     |
| 2014                                              | 9.  | 3.  | 10. | 12. | 6.    | 9.  | 9.  | 9.  | 10    | 0 | 9.  |
| 2015                                              | 6.  | 8.  | 10. | 9.  | 3.    | 10. | 3.  | 4.  | 23    | 0 | 6.  |
| 2016                                              | 8.  | 13. | 1.  | 5.  | 8.    | 14. | 5.  | CAN | 31.50 | 1 | 6.  |
| 2017                                              | 13. | 1.  | 1.  | 3.  | 13.   | 6.  | 1.  | 1.  | 74    | 4 | 1.  |
| 2018                                              | 2.  | 4.  | 14. | DNF | DSQ 1 | 2.  | 12. | 5.  | 40    | 0 | 5.  |
| 2019                                              | 1.  | 1.  | 12. | 1.  |       |     |     |     | 80    | 3 | 2.  |

(Legende: CAN = Abgesagt; DNP = Nicht teilgenommen; DNS = Nicht gestartet; DSQ = Disqualifiziert)